# Municipio de Lower Southampton
El municipio de Lower Southampton (en inglés: Lower Southampton Township) es un municipio ubicado en el condado de Bucks en el estado estadounidense de Pensilvania. En el año 2000 tenía una población de 19.276 habitantes y una densidad poblacional de 1,114.9 personas por km².

## Geografía
El municipio de Lower Southampton se encuentra ubicado en las coordenadas 40°09′14″N 74°59′05″O / 40.15389, -74.98472.

## Demografía
Según la Oficina del Censo en 2000 los ingresos medios por hogar en la localidad eran de $57,011 y los ingresos medios por familia eran $62,209. Los hombres tenían unos ingresos medios de $41,902 frente a los $32,073 para las mujeres. La renta per cápita para la localidad era de $24,367. Alrededor del 3,3% de la población estaban por debajo del umbral de pobreza.